# Edward Mills Purcell
Edward Mills Purcell (1912-1997) là nhà vật lý người Mỹ. Ông đoạt Giải Nobel Vật lý vào năm 1952 cùng với Felix Bloch nhờ việc phát triển các phương pháp mới đo chính xác từ hạt nhân và các khám phá có liên quan.